# Võ Văn Chi
Võ Văn Chi là một tiến sĩ, thầy thuốc người Việt Nam. Ông được biết đến như là “pho từ điển sống của thực vật Việt Nam”, “ông từ điển”, “nhà phân loại học thực vật” hàng đầu, "Linnê của Việt Nam". Ông nghiên cứu chuyên ngành cây thuốc Việt Nam (medicinal Vietnamese herbs and plants).

## Tiểu sử
Võ Văn Chi sinh năm 1929 tại thị xã Cửa Lò, Nghệ An. Ông theo học chuyên khoa Huỳnh Thúc Khàng ở Đức Thọ và Hương Khê, Hà Tĩnh, sau ra học dự bị hệ đại học ở Thanh Hóa, rồi được mời về dạy ở trường cấp ba tư thục Nghi Lộc. Năm 1956, ông thi vào trường Đại học Tổng hợp, ngành sinh học, ra trường tốt nghiệp loại giỏi, được giữ lại làm giảng viên.
Năm 1976, ông là phó tiến sĩ Sinh Học.
Năm 1978, ông bảo vệ luận án tiến sĩ với đề tài Cây thuốc trong hệ thống thực vật miền Bắc Việt Nam.
Ông đã từng giảng dạy tại trường Đại Học Tổng hợp Hà Nội từ năm 1959 đến năm 1980, tại trường Đại học Đà Lạt từ năm 1980 đến năm 1984, tại trường Đại học y dược thành phố Hồ Chí Minh từ năm 1984 đến năm 1991.
Từ năm 1961 đến nay ông đã trực tiếp tiến hành và tham gia các đoàn sưu tầm, nghiên cứu cây cỏ dùng làm thuốc trên nhiều địa phương ở Việt Nam.

## Xuất bản

### Sách chọn lọc
- Võ Văn Chi, 2019, Từ điển cây thuốc Việt Nam (bộ mới, tái bản lần thứ nhất), Tập 1 và 2, Nhà xuất bản Y học
- Võ Văn Chi, 2007, Sách tra cứu tên cây cỏ Việt Nam, Nhà xuất bản Giáo dục
- Võ Văn Chi, 2003, 2004, Từ điển thực vật thông dụng, Tập 1 và 2, Nhà xuất bản Khoa học
- Võ Văn Chi, 1997, Từ điển động vật và khoáng vật làm thuốc ở Việt Nam, Nhà xuất bản Y học